# Michele De Noto
Michele De Noto (Taranto, 1864 – Taranto, 1937) è stato un linguista, glottologo e drammaturgo italiano.
Letterato, epigrammista, francesista e storiografo; console onorario in Francia, Inghilterra, Cile e Venezuela. Decorato della Legion d'Onore.
Insegnante di francese negli istituti superiori, fu l'autore di grammatiche francesi, di saggi su alcuni classici francesi.
Oltre del francese fu anche attento conoscitore della lingua inglese e spagnola e del dialetto tarantino.
Divenuto professore di fama, De Noto, nel 1900 e negli anni successivi, ebbe l'autorizzazione dal Ministero della Marina di impartire lezioni di lingua inglese ai Sottufficiali della Regia Marina
Scrisse alcune commedie dialettali, fra le quali "'U néje", e drammi di gusto verista in lingua italiana quali "Giovanna", " I legami di sangue", "Conflitto", "Respinta". pubblicò anche dei saggi di dialettologia.
Prima che come commediografo, De Noto viene ricordato come un personaggio "interessante", un gentiluomo con interessi popolari; amico di tutti i poeti vernacoli, egli che non aveva mai scritto un verso né in lingua né in dialetto. Amico e discepolo di Emilio Consiglio.

## Opere
- Appunti di fonetica sul dialetto di Taranto ed. Vecchi, Trani, 1897
- Idiotismi e solecismi nel Tarantino, 1901.

## Teatro
- 'U neje, atto unico.
- Giovanna,
- I legami di sangue,
- Conflitto,
- Respinta.